# Physocyclus
Physocyclus este o specie de păianjen din familia Pholcidae.

## Specii
- Physocyclus bicornis Gertsch, 1971 — Mexic
- Physocyclus californicus Chamberlin & Gertsch, 1929 — SUA
- Physocyclus cornutus Banks, 1898 — Mexic
- Physocyclus dugesi Simon, 1893 — Mexic, Guatemala, Costa Rica
- Physocyclus enaulus Crosby, 1926 — SUA
- Physocyclus globosus (Taczanowski, 1874) — Specie cosmopolită
- Physocyclus guanacaste Huber, 1998 — Costa Rica
- Physocyclus hoogstraali Gertsch & Davis, 1942 — Mexic
- Physocyclus lautus Gertsch, 1971 — Mexic
- Physocyclus merus Gertsch, 1971 — Mexic
- Physocyclus mexicanus Banks, 1898 — Mexic
- Physocyclus modestus Gertsch, 1971 — Mexic
- Physocyclus mysticus Chamberlin, 1924 — Mexic
- Physocyclus pedregosus Gertsch, 1971 — Mexic
- Physocyclus reddelli Gertsch, 1971 — Mexic
- Physocyclus rotundus O. P.-Cambridge, 1898 — Guatemala
- Physocyclus tanneri Chamberlin, 1921 — SUA
- Physocyclus validus Gertsch, 1971 — Mexic
- Physocyclus viridis Mello-Leitão, 1940 — Brazilia